# Danh sách cầu thủ tham dự cúp bóng đá châu Phi 2012
Cúp bóng đá châu Phi 2012 là giải đấu bóng đá quốc tế được tổ chức tại hai quốc gia Guinea Xích đạo và Gabon từ ngày 21 tháng 1 đến ngày 12 tháng 2 năm 2012. 16 đội tuyển quốc gia tham gia giải đấu được yêu cầu phải đăng ký một danh sách gồm 23 cầu thủ; chỉ những cầu thủ trong danh sách đó mới đủ điều kiện thi đấu.
Hạn chót để các hiệp hội nộp danh sách của họ là ngày 11 tháng 1 năm 2012 (nửa đêm CET). Thay thế các cầu thủ bị thương nặng được cho phép cho đến 24 giờ trước trận đấu đầu tiên của giải.
Nếu một hiệp hội nộp danh sách quá thời hạn sẽ bị phạt 10.000 đô la Mỹ và chỉ được đăng ký tối đa 21 cầu thi đấu nếu đăng ký sau ngày 14 tháng 1 năm 2012.

## Bảng A
Nguồn:

### Guinea Xích Đạo
Huấn luyện viên:  Gílson Paulo
| Số | Vt | Cầu thủ            | Ngày sinh (tuổi)            | Số trận | Câu lạc bộ           |
| -- | -- | ------------------ | --------------------------- | ------- | -------------------- |
| 1  | TM | Danilo             | 5 tháng 3, 1982 (29 tuổi)   |         | América-PE           |
| 2  | HV | Dani Evuy          | 11 tháng 3, 1985 (26 tuổi)  |         | Villaviciosa de Odón |
| 3  | HV | Kily               | 5 tháng 2, 1984 (27 tuổi)   |         | Langreo              |
| 4  | HV | Rui                | 28 tháng 5, 1985 (26 tuổi)  |         | Logroñés             |
| 5  | HV | Fousseny Kamissoko | 5 tháng 4, 1983 (28 tuổi)   |         | Al-Suwaiq            |
| 6  | TV | Juvenal (c)        | 3 tháng 4, 1979 (32 tuổi)   |         | Sabadell             |
| 7  | TV | Rolan de la Cruz   | 3 tháng 10, 1984 (27 tuổi)  |         | Fortaleza            |
| 8  | TĐ | Randy              | 2 tháng 6, 1987 (24 tuổi)   |         | Las Palmas           |
| 9  | TĐ | Rodolfo Bodipo     | 25 tháng 10, 1977 (34 tuổi) |         | Deportivo La Coruña  |
| 10 | TĐ | Iván Bolado        | 3 tháng 7, 1989 (22 tuổi)   |         | Cartagena            |
| 11 | TĐ | Javier Balboa      | 13 tháng 5, 1985 (26 tuổi)  |         | Beira-Mar            |
| 12 | TĐ | Thierry Fidjeu     | 13 tháng 10, 1982 (29 tuổi) |         | Unattached           |
| 13 | TV | Jean-Maxime Ndongo | 8 tháng 11, 1992 (19 tuổi)  |         | Deportivo Mongomo    |
| 14 | TV | Ben Konaté         | 27 tháng 12, 1986 (25 tuổi) |         | The Panthers         |
| 15 | HV | Lawrence Doe       | 23 tháng 5, 1978 (33 tuổi)  |         | Al-Shabab            |
| 16 | HV | Sipo               | 21 tháng 4, 1988 (23 tuổi)  |         | Badajoz              |
| 17 | TV | Narcisse Ekanga    | 30 tháng 7, 1981 (30 tuổi)  |         | TP Mazembe           |
| 18 | TV | Viera Ellong       | 14 tháng 6, 1987 (24 tuổi)  |         | Sony de Elá Nguema   |
| 19 | TĐ | Raúl Fabiani       | 23 tháng 2, 1984 (27 tuổi)  |         | Alcoyano             |
| 20 | TV | Daniel Ekedo       | 19 tháng 9, 1989 (22 tuổi)  |         | San Roque de Lepe    |
| 21 | TM | Achille Pensy      | 5 tháng 1, 1987 (25 tuổi)   |         | The Panthers         |
| 22 | TM | Felipe Ovono       | 26 tháng 7, 1993 (18 tuổi)  |         | Sony de Elá Nguema   |
| 23 | HV | Colin              | 31 tháng 12, 1987 (24 tuổi) |         | Deportivo Mongomo    |

### Libya
Huấn luyện viên:  Marcos Paqueta
| Số | Vt | Cầu thủ              | Ngày sinh (tuổi)            | Số trận | Câu lạc bộ         |
| -- | -- | -------------------- | --------------------------- | ------- | ------------------ |
| 1  | TM | Samir Aboud (c)      | 29 tháng 9, 1972 (39 tuổi)  |         | Al-Ittihad Tripoli |
| 2  | HV | Rabea Al-Laafi       | 1 tháng 12, 1990 (21 tuổi)  |         | Club Africain      |
| 3  | HV | Abdulaziz Belraysh   | 12 tháng 7, 1990 (21 tuổi)  |         | Al-Ittihad Tripoli |
| 4  | TV | Ahmed Al-Alwani      | 19 tháng 8, 1981 (30 tuổi)  |         | Al-Madina          |
| 5  | HV | Younes Al-Shibani    | 27 tháng 6, 1981 (30 tuổi)  |         | OC Khouribga       |
| 6  | TV | Mohamed Esnani       | 13 tháng 5, 1984 (27 tuổi)  |         | US Monastir        |
| 7  | HV | Osama Chtiba         | 27 tháng 9, 1988 (23 tuổi)  |         | Nejmeh SC          |
| 8  | TV | Abdallah Sharif      | 30 tháng 3, 1985 (26 tuổi)  |         | Al-Madina          |
| 9  | TĐ | Mohamed Al Ghanodi   | 22 tháng 11, 1992 (19 tuổi) |         | Al-Ahly Tripoli    |
| 10 | TĐ | Ahmed Saad Osman     | 7 tháng 8, 1979 (32 tuổi)   |         | Club Africain      |
| 11 | HV | Muhammad Al-Maghrabi | 19 tháng 4, 1985 (26 tuổi)  |         | OC Khouribga       |
| 12 | TM | Guma Mousa           | 1 tháng 12, 1978 (33 tuổi)  |         | Al-Ahly Tripoli    |
| 13 | HV | Mohamed El Monir     | 8 tháng 4, 1992 (19 tuổi)   |         | Jagodina           |
| 14 | HV | Ali Salama           | 18 tháng 9, 1987 (24 tuổi)  |         | Olympique Béja     |
| 15 | TV | Marwan Mabrouk       | 15 tháng 12, 1989 (22 tuổi) |         | Al-Ittihad Tripoli |
| 16 | TV | Abubakr Al-Abaidy    | 27 tháng 10, 1981 (30 tuổi) |         | Al-Nasr Benghazi   |
| 17 | TV | Walid El-Khatrouchi  | 6 tháng 11, 1985 (26 tuổi)  |         | Al-Ittihad Tripoli |
| 18 | TV | Faisal Al Badri      | 4 tháng 6, 1990 (21 tuổi)   |         | Al-Ahly Benghazi   |
| 19 | TĐ | Ahmed Zuway          | 28 tháng 12, 1982 (29 tuổi) |         | CA Bizertin        |
| 20 | TĐ | Ihaab Boussefi       | 23 tháng 6, 1985 (26 tuổi)  |         | Al-Ittihad Tripoli |
| 21 | TV | Moataz Ben Amer      | 2 tháng 2, 1981 (30 tuổi)   |         | Al-Ahly Benghazi   |
| 22 | TM | Muhammad Nashnoush   | 15 tháng 6, 1988 (23 tuổi)  |         | Al-Ittihad Tripoli |
| 23 | TV | Djamal Mahamat       | 26 tháng 4, 1983 (28 tuổi)  |         | Braga              |

### Senegal
Huấn luyện viên: Amara Traoré
| Số | Vt | Cầu thủ              | Ngày sinh (tuổi)            | Số trận | Câu lạc bộ          |
| -- | -- | -------------------- | --------------------------- | ------- | ------------------- |
| 1  | TM | Bouna Coundoul       | 4 tháng 3, 1982 (29 tuổi)   | 8       | Unattached          |
| 2  | TV | Rémi Gomis           | 14 tháng 2, 1984 (27 tuổi)  | 12      | Valenciennes        |
| 3  | HV | Lamine Sané          | 22 tháng 3, 1987 (24 tuổi)  | 6       | Bordeaux            |
| 4  | HV | Pape Diakhaté        | 21 tháng 6, 1984 (27 tuổi)  | 36      | Granada             |
| 5  | HV | Souleymane Diawara   | 24 tháng 12, 1978 (33 tuổi) | 44      | Marseille           |
| 6  | HV | Kader Mangane        | 23 tháng 3, 1983 (28 tuổi)  | 18      | Rennes              |
| 7  | TĐ | Moussa Sow           | 19 tháng 1, 1986 (26 tuổi)  | 12      | Lille               |
| 8  | TĐ | Mamadou Niang (c)    | 13 tháng 10, 1979 (32 tuổi) | 51      | Al-Sadd             |
| 9  | TĐ | Souleymane Camara    | 22 tháng 12, 1982 (29 tuổi) | 30      | Montpellier         |
| 10 | TV | Issiar Dia           | 8 tháng 6, 1987 (24 tuổi)   | 14      | Fenerbahçe          |
| 11 | TĐ | Dame N'Doye          | 21 tháng 2, 1985 (26 tuổi)  | 5       | Copenhagen          |
| 12 | HV | Moustapha Bayal Sall | 30 tháng 11, 1985 (26 tuổi) | 26      | Saint-Étienne       |
| 13 | HV | Jacques Faty         | 25 tháng 2, 1984 (27 tuổi)  | 9       | Sivasspor           |
| 14 | TV | Deme N'Diaye         | 6 tháng 2, 1985 (26 tuổi)   | 11      | Arles-Avignon       |
| 15 | TĐ | Papiss Cissé         | 3 tháng 6, 1985 (26 tuổi)   | 13      | Newcastle United    |
| 16 | TM | Khadim N'Diaye       | 5 tháng 4, 1985 (26 tuổi)   | 8       | ASC Linguère        |
| 17 | HV | Omar Daf             | 12 tháng 2, 1977 (34 tuổi)  | 51      | Brest               |
| 18 | TV | Guirane N'Daw        | 24 tháng 4, 1984 (27 tuổi)  | 40      | Birmingham City     |
| 19 | TĐ | Demba Ba             | 25 tháng 5, 1985 (26 tuổi)  | 11      | Newcastle United    |
| 20 | HV | Armand Traoré        | 8 tháng 10, 1989 (22 tuổi)  | 2       | Queens Park Rangers |
| 21 | TV | Mohamed Diamé        | 14 tháng 6, 1987 (24 tuổi)  | 5       | Wigan Athletic      |
| 22 | HV | Cheikh M'Bengue      | 23 tháng 7, 1988 (23 tuổi)  | 2       | Toulouse            |
| 23 | TM | Pape Latyr N'Diaye   | 4 tháng 4, 1985 (26 tuổi)   | 1       | Ouakam              |

### Zambia
Huấn luyện viên:  Hervé Renard
| Số | Vt | Cầu thủ                 | Ngày sinh (tuổi)            | Số trận | Câu lạc bộ          |
| -- | -- | ----------------------- | --------------------------- | ------- | ------------------- |
| 1  | TM | Kalililo Kakonje        | 1 tháng 1, 1985 (27 tuổi)   | 19      | TP Mazembe          |
| 2  | HV | Francis Kasonde         | 1 tháng 9, 1986 (25 tuổi)   | 30      | TP Mazembe          |
| 3  | TV | Chisamba Lungu          | 31 tháng 1, 1991 (20 tuổi)  | 4       | Ural Yekaterinburg  |
| 4  | HV | Joseph Musonda          | 30 tháng 5, 1977 (34 tuổi)  | 87      | Golden Arrows       |
| 5  | HV | Hijani Himoonde         | 15 tháng 6, 1985 (26 tuổi)  | 21      | TP Mazembe          |
| 6  | HV | Davies Nkausu           | 1 tháng 1, 1986 (26 tuổi)   | 3       | Supersport United   |
| 7  | TV | Clifford Mulenga        | 5 tháng 8, 1987 (24 tuổi)   | 22      | Bloemfontein Celtic |
| 8  | TV | Isaac Chansa            | 23 tháng 3, 1984 (27 tuổi)  | 40      | Orlando Pirates     |
| 9  | TĐ | Collins Mbesuma         | 3 tháng 2, 1984 (27 tuổi)   | 37      | Golden Arrows       |
| 10 | TV | Felix Katongo           | 18 tháng 4, 1984 (27 tuổi)  | 47      | Green Buffaloes     |
| 11 | TĐ | Christopher Katongo (c) | 31 tháng 8, 1982 (29 tuổi)  | 66      | Henan Construction  |
| 12 | TĐ | James Chamanga          | 2 tháng 2, 1980 (31 tuổi)   | 45      | Dalian Shide        |
| 13 | HV | Stophira Sunzu          | 22 tháng 6, 1989 (22 tuổi)  | 24      | TP Mazembe          |
| 14 | TV | Noah Chivuta            | 25 tháng 12, 1983 (28 tuổi) | 23      | Free State Stars    |
| 15 | HV | Chintu Kampamba         | 28 tháng 12, 1980 (31 tuổi) | 30      | Bidvest Wits        |
| 16 | TM | Kennedy Mweene          | 11 tháng 12, 1984 (27 tuổi) | 62      | Free State Stars    |
| 17 | TV | Rainford Kalaba         | 14 tháng 8, 1986 (25 tuổi)  | 55      | TP Mazembe          |
| 18 | TĐ | Evans Kangwa            | 21 tháng 6, 1994 (17 tuổi)  | 2       | Nkana               |
| 19 | TV | Nathan Sinkala          | 23 tháng 4, 1991 (20 tuổi)  | 3       | Green Buffaloes     |
| 20 | TĐ | Emmanuel Mayuka         | 21 tháng 11, 1990 (21 tuổi) | 26      | Young Boys          |
| 21 | TV | Jonas Sakuwaha          | 22 tháng 7, 1983 (28 tuổi)  | 13      | Al-Merreikh         |
| 22 | TM | Joshua Titima           | 20 tháng 10, 1992 (19 tuổi) | 0       | Power Dynamos       |
| 23 | HV | Nyambe Mulenga          | 27 tháng 8, 1987 (24 tuổi)  | 27      | Zesco United        |

## Bảng B
Nguồn:

### Angola
Huấn luyện viên: Lito Vidigal
| Số | Vt | Cầu thủ           | Ngày sinh (tuổi)            | Số trận | Câu lạc bộ      |
| -- | -- | ----------------- | --------------------------- | ------- | --------------- |
| 1  | TM | Wilson            | 22 tháng 7, 1984 (27 tuổi)  |         | 1º de Agosto    |
| 2  | HV | Marco Airosa      | 6 tháng 8, 1984 (27 tuổi)   |         | AEL Limassol    |
| 3  | TV | Osório            | 24 tháng 7, 1981 (30 tuổi)  |         | Caála           |
| 4  | HV | Dani Massunguna   | 1 tháng 5, 1986 (25 tuổi)   |         | 1º de Agosto    |
| 5  | HV | Kali              | 11 tháng 10, 1978 (33 tuổi) |         | 1º de Agosto    |
| 6  | TV | Dédé              | 4 tháng 7, 1981 (30 tuổi)   |         | AEL Limassol    |
| 7  | TĐ | Djalma            | 30 tháng 5, 1987 (24 tuổi)  |         | Porto           |
| 8  | TV | André Macanga (c) | 14 tháng 5, 1978 (33 tuổi)  |         | Al-Jahra        |
| 9  | TĐ | Manucho           | 7 tháng 3, 1983 (28 tuổi)   |         | Real Valladolid |
| 10 | HV | Zuela             | 3 tháng 8, 1983 (28 tuổi)   |         | Atromitos       |
| 11 | TV | Gilberto          | 21 tháng 9, 1982 (29 tuổi)  |         | Lierse          |
| 12 | TV | Jaime             | 21 tháng 5, 1982 (29 tuổi)  |         | Progresso       |
| 13 | TM | Carlos            | 8 tháng 12, 1979 (32 tuổi)  |         | Unattached      |
| 14 | HV | Amaro             | 12 tháng 11, 1986 (25 tuổi) |         | 1º de Agosto    |
| 15 | TV | Miguel            | 17 tháng 9, 1991 (20 tuổi)  |         | Petro Atlético  |
| 16 | TĐ | Flávio            | 30 tháng 12, 1979 (32 tuổi) |         | Lierse          |
| 17 | TĐ | Mateus Galiano    | 19 tháng 6, 1984 (27 tuổi)  |         | Nacional        |
| 18 | TĐ | Love              | 14 tháng 3, 1979 (32 tuổi)  |         | Petro Atlético  |
| 19 | TĐ | Nando Rafael      | 10 tháng 1, 1984 (28 tuổi)  |         | FC Augsburg     |
| 20 | TĐ | Manucho Barros    | 19 tháng 4, 1986 (25 tuổi)  |         | Interclube      |
| 21 | HV | Francisco Zalata  | 15 tháng 6, 1987 (24 tuổi)  |         | 1º de Agosto    |
| 22 | TM | Hugo              | 15 tháng 1, 1986 (26 tuổi)  |         | Kabuscorp       |
| 23 | TĐ | José Vunguidica   | 3 tháng 1, 1990 (22 tuổi)   |         | Preußen Münster |

### Burkina Faso
Huấn luyện viên:  Paulo Duarte
| Số | Vt | Cầu thủ               | Ngày sinh (tuổi)            | Số trận | Câu lạc bộ         |
| -- | -- | --------------------- | --------------------------- | ------- | ------------------ |
| 1  | TM | Daouda Diakité        | 30 tháng 3, 1983 (28 tuổi)  |         | Turnhout           |
| 2  | HV | Ibrahim Gnanou        | 8 tháng 11, 1986 (25 tuổi)  |         | Alania Vladikavkaz |
| 3  | TV | Djakaridja Koné       | 22 tháng 7, 1986 (25 tuổi)  |         | Dinamo București   |
| 4  | HV | Mamadou Tall          | 4 tháng 12, 1982 (29 tuổi)  |         | Persepolis         |
| 5  | TV | Mohamed Koffi         | 30 tháng 12, 1986 (25 tuổi) |         | PetroJet           |
| 6  | HV | Bakary Koné           | 27 tháng 4, 1988 (23 tuổi)  |         | Lyon               |
| 7  | TV | Florent Rouamba       | 31 tháng 12, 1986 (25 tuổi) |         | Sheriff Tiraspol   |
| 8  | TV | Mahamoudou Kéré       | 2 tháng 1, 1982 (30 tuổi)   |         | Konyaspor          |
| 9  | TĐ | Moumouni Dagano (c)   | 1 tháng 1, 1981 (31 tuổi)   |         | Al-Khor            |
| 10 | TV | Alain Traoré          | 31 tháng 12, 1988 (23 tuổi) |         | Auxerre            |
| 11 | TV | Jonathan Pitroipa     | 12 tháng 4, 1986 (25 tuổi)  |         | Rennes             |
| 12 | TĐ | Prejuce Nakoulma      | 21 tháng 4, 1987 (24 tuổi)  |         | Górnik Zabrze      |
| 13 | TĐ | Aristide Bancé        | 19 tháng 9, 1984 (27 tuổi)  |         | Samsunspor         |
| 14 | TV | Benjamin Balima       | 20 tháng 3, 1985 (26 tuổi)  |         | Sheriff Tiraspol   |
| 15 | TĐ | Narcisse Yaméogo      | 19 tháng 11, 1980 (31 tuổi) |         | Camacha            |
| 16 | TM | Adama Sawadogo        | 20 tháng 1, 1990 (22 tuổi)  |         | Missile            |
| 17 | HV | Paul Koulibaly        | 24 tháng 3, 1986 (25 tuổi)  |         | Olympic Charleroi  |
| 18 | TV | Charles Kaboré        | 9 tháng 2, 1988 (23 tuổi)   |         | Marseille          |
| 19 | TV | Bertrand Traoré       | 6 tháng 9, 1995 (16 tuổi)   |         | Unattached         |
| 20 | TĐ | Issiaka Ouédraogo     | 19 tháng 8, 1988 (23 tuổi)  |         | Admira Wacker      |
| 21 | TV | Abdou Razack Traoré   | 28 tháng 12, 1988 (23 tuổi) |         | Lechia Gdańsk      |
| 22 | HV | Saïdou Panandétiguiri | 22 tháng 3, 1984 (27 tuổi)  |         | Valletta           |
| 23 | TM | Germain Sanou         | 26 tháng 5, 1992 (19 tuổi)  |         | Saint-Étienne      |

### Bờ Biển Ngà
Huấn luyện viên: François Zahoui
| Số | Vt | Cầu thủ            | Ngày sinh (tuổi)            | Số trận | Câu lạc bộ          |
| -- | -- | ------------------ | --------------------------- | ------- | ------------------- |
| 1  | TM | Boubacar Barry     | 30 tháng 12, 1979 (32 tuổi) | 57      | Lokeren             |
| 2  | HV | Benjamin Angoua    | 28 tháng 11, 1986 (25 tuổi) | 12      | Valenciennes        |
| 3  | HV | Arthur Boka        | 2 tháng 4, 1983 (28 tuổi)   | 64      | VfB Stuttgart       |
| 4  | HV | Kolo Touré         | 19 tháng 3, 1981 (30 tuổi)  | 90      | Manchester City     |
| 5  | TV | Didier Zokora      | 14 tháng 12, 1980 (31 tuổi) | 98      | Trabzonspor         |
| 6  | TV | Jean-Jacques Gosso | 15 tháng 3, 1983 (28 tuổi)  | 12      | Mersin Idman Yurdu  |
| 7  | TĐ | Seydou Doumbia     | 31 tháng 12, 1987 (24 tuổi) | 16      | CSKA Moscow         |
| 8  | TĐ | Salomon Kalou      | 5 tháng 8, 1985 (26 tuổi)   | 40      | Chelsea             |
| 9  | TV | Cheick Tioté       | 21 tháng 6, 1986 (25 tuổi)  | 24      | Newcastle United    |
| 10 | TV | Gervinho           | 27 tháng 5, 1987 (24 tuổi)  | 32      | Arsenal             |
| 11 | TĐ | Didier Drogba (c)  | 11 tháng 3, 1978 (33 tuổi)  | 78      | Chelsea             |
| 12 | TĐ | Wilfried Bony      | 10 tháng 12, 1988 (23 tuổi) | 8       | Vitesse             |
| 13 | TV | Didier Ya Konan    | 25 tháng 2, 1984 (27 tuổi)  | 10      | Hannover 96         |
| 14 | TV | Kafoumba Coulibaly | 26 tháng 10, 1985 (26 tuổi) | 8       | Nice                |
| 15 | TV | Max Gradel         | 30 tháng 11, 1987 (24 tuổi) | 6       | Saint-Étienne       |
| 16 | TM | Daniel Yeboah      | 13 tháng 11, 1984 (27 tuổi) | 9       | Dijon               |
| 17 | HV | Siaka Tiéné        | 22 tháng 2, 1982 (29 tuổi)  | 71      | Paris Saint-Germain |
| 18 | TV | Kader Keïta        | 6 tháng 8, 1981 (30 tuổi)   | 64      | Al-Sadd             |
| 19 | TV | Yaya Touré         | 13 tháng 5, 1983 (28 tuổi)  | 62      | Manchester City     |
| 20 | HV | Igor Lolo          | 22 tháng 7, 1982 (29 tuổi)  | 13      | Kuban Krasnodar     |
| 21 | HV | Emmanuel Eboué     | 4 tháng 6, 1983 (28 tuổi)   | 67      | Galatasaray         |
| 22 | HV | Sol Bamba          | 13 tháng 1, 1985 (27 tuổi)  | 21      | Trabzonspor         |
| 23 | TM | Gérard Gnanhouan   | 12 tháng 2, 1979 (32 tuổi)  | 9       | Avranches           |

### Sudan
Huấn luyện viên: Mohamed Abdalla
| Số | Vt | Cầu thủ                    | Ngày sinh (tuổi)            | Số trận | Câu lạc bộ                 |
| -- | -- | -------------------------- | --------------------------- | ------- | -------------------------- |
| 1  | TM | Bahaeddine Rihan           | 1 tháng 1, 1979 (33 tuổi)   |         | Al-Hilal Club              |
| 2  | TĐ | Mohamed Sheikh Eldin       | 19 tháng 3, 1985 (26 tuổi)  |         | Al Neel SC (Al-Hasahesa)   |
| 3  | HV | Mowaia Bashir              | 17 tháng 4, 1986 (25 tuổi)  |         | Al-Ittihad SC (Wad Madani) |
| 4  | HV | Najm Eldin Abdullah        | 17 tháng 11, 1987 (24 tuổi) |         | Al-Merreikh SC             |
| 5  | TV | Ala'a Eldin Yousif         | 3 tháng 1, 1982 (30 tuổi)   |         | Al-Hilal Club              |
| 6  | HV | Mosaab Omer                | 4 tháng 6, 1984 (27 tuổi)   |         | Al-Merreikh SC             |
| 7  | TĐ | Ramadan Alagab             | 20 tháng 2, 1986 (25 tuổi)  |         | Al-Mourada SC              |
| 8  | TV | Haitham Mustafa (c)        | 19 tháng 7, 1977 (34 tuổi)  |         | Al-Hilal Club              |
| 9  | TV | Saif Eldin Ali Idris Farah | 30 tháng 11, 1979 (32 tuổi) |         | Al-Hilal Club              |
| 10 | TĐ | Muhannad El Tahir          | 3 tháng 12, 1984 (27 tuổi)  |         | Al-Hilal Club              |
| 11 | TV | Faisal Agab                | 24 tháng 8, 1978 (33 tuổi)  |         | Al-Merreikh SC             |
| 12 | TV | Bader Eldin Abdalla Galag  | 4 tháng 10, 1981 (30 tuổi)  |         | Al-Merreikh SC             |
| 13 | HV | Amir Kamal                 | 13 tháng 9, 1987 (24 tuổi)  |         | Al-Merreikh SC             |
| 14 | HV | Balla Jabir                | 12 tháng 9, 1985 (26 tuổi)  |         | Al-Merreikh SC             |
| 15 | HV | Ahmed El-Basha             | 2 tháng 1, 1982 (30 tuổi)   |         | Al-Merreikh SC             |
| 16 | TM | El Muez Mahgoub            | 14 tháng 8, 1978 (33 tuổi)  |         | Al-Hilal Club              |
| 17 | TĐ | Mudathir Eltayeb           | 23 tháng 7, 1988 (23 tuổi)  |         | Al-Hilal Club              |
| 18 | HV | Khalefa Ahmed Mohamed      | 23 tháng 11, 1983 (28 tuổi) |         | Al-Hilal Club              |
| 19 | TV | Mohamed Ahmed Bashir       | 23 tháng 5, 1987 (24 tuổi)  |         | Al-Hilal Club              |
| 20 | TV | Mohammed Musa              | 7 tháng 8, 1990 (21 tuổi)   |         | Al-Nsoor                   |
| 21 | TM | Akram El Hadi Salim        | 27 tháng 2, 1987 (24 tuổi)  |         | Al-Merreikh SC             |
| 22 | TĐ | Abdelrahman Isaac Karongo  | 28 tháng 11, 1978 (33 tuổi) |         | Al-Merreikh                |
| 23 | TV | Nizar Hamid                | 3 tháng 10, 1988 (23 tuổi)  |         | Al-Hilal Club              |

## Bảng C
Nguồn:

### Gabon
Huấn luyện viên:  Gernot Rohr
| Số | Vt | Cầu thủ                   | Ngày sinh (tuổi)            | Số trận | Câu lạc bộ     |
| -- | -- | ------------------------- | --------------------------- | ------- | -------------- |
| 1  | TM | Didier Ovono (c)          | 23 tháng 1, 1983 (28 tuổi)  |         | Le Mans        |
| 2  | HV | Georges Ambourouet        | 1 tháng 5, 1986 (25 tuổi)   |         | Missile        |
| 3  | HV | Edmond Mouele             | 18 tháng 2, 1982 (29 tuổi)  |         | Mangasport     |
| 4  | HV | Rémy Ebanega              | 17 tháng 11, 1989 (22 tuổi) |         | Bitam          |
| 5  | HV | Bruno Ecuele Manga        | 16 tháng 7, 1988 (23 tuổi)  |         | Lorient        |
| 6  | TV | Cédric Boussoughou        | 20 tháng 7, 1991 (20 tuổi)  |         | Mangasport     |
| 7  | TĐ | Stéphane N'Guéma          | 20 tháng 11, 1984 (27 tuổi) |         | Bitam          |
| 8  | TV | Lloyd Palun               | 28 tháng 11, 1988 (23 tuổi) |         | Nice           |
| 9  | TĐ | Pierre-Emerick Aubameyang | 18 tháng 6, 1989 (22 tuổi)  |         | Saint-Étienne  |
| 10 | TĐ | Daniel Cousin             | 7 tháng 2, 1977 (34 tuổi)   |         | Sapins         |
| 11 | TĐ | Eric Mouloungui           | 14 tháng 3, 1983 (28 tuổi)  |         | Laval          |
| 12 | HV | Henri Junior Ndong        | 23 tháng 8, 1992 (19 tuổi)  |         | Bitam          |
| 13 | TĐ | Bruno Zita Mbanangoyé     | 15 tháng 7, 1980 (31 tuổi)  |         | Dinamo Minsk   |
| 14 | TV | Lévy Madinda              | 22 tháng 6, 1992 (19 tuổi)  |         | Celta Vigo B   |
| 15 | TV | André Biyogo Poko         | 7 tháng 3, 1993 (18 tuổi)   |         | Bordeaux       |
| 16 | TM | Yanne Bidonga             | 20 tháng 3, 1979 (32 tuổi)  |         | Mangasport     |
| 17 | HV | Moïse Brou Apanga         | 4 tháng 2, 1982 (29 tuổi)   |         | Brest          |
| 18 | TV | Cédric Moubamba           | 14 tháng 10, 1979 (32 tuổi) |         | Bitam          |
| 19 | HV | Rodrigue Moundounga       | 28 tháng 8, 1982 (29 tuổi)  |         | Olympique Béja |
| 20 | TĐ | Fabrice Do Marcolino      | 1 tháng 4, 1984 (27 tuổi)   |         | Nice           |
| 21 | TĐ | Roguy Méyé                | 7 tháng 10, 1986 (25 tuổi)  |         | Zalaegerszeg   |
| 22 | HV | Charly Moussono           | 15 tháng 11, 1984 (27 tuổi) |         | Missile        |
| 23 | TM | Yves Bitséki Moto         | 23 tháng 4, 1983 (28 tuổi)  |         | Bitam          |

### Maroc
Huấn luyện viên:  Eric Gerets
| Số | Vt | Cầu thủ                 | Ngày sinh (tuổi)            | Số trận | Câu lạc bộ          |
| -- | -- | ----------------------- | --------------------------- | ------- | ------------------- |
| 1  | TM | Nadir Lamyaghri         | 13 tháng 2, 1976 (35 tuổi)  | 38      | Wydad Casablanca    |
| 2  | HV | Michaël Chrétien Basser | 10 tháng 7, 1984 (27 tuổi)  | 30      | Bursaspor           |
| 3  | HV | Badr El Kaddouri        | 31 tháng 1, 1981 (30 tuổi)  | 42      | Celtic              |
| 4  | HV | Ahmed Kantari           | 28 tháng 6, 1985 (26 tuổi)  | 4       | Brest               |
| 5  | HV | Mehdi Benatia           | 17 tháng 4, 1987 (24 tuổi)  | 14      | Udinese             |
| 6  | TV | Adil Hermach            | 27 tháng 6, 1986 (25 tuổi)  | 9       | Al-Hilal            |
| 7  | TV | Adel Taarabt            | 24 tháng 5, 1989 (22 tuổi)  | 12      | Queens Park Rangers |
| 8  | TV | Karim El Ahmadi         | 27 tháng 1, 1985 (26 tuổi)  | 10      | Feyenoord           |
| 9  | TĐ | Youssef El-Arabi        | 3 tháng 2, 1987 (24 tuổi)   | 7       | Al-Hilal            |
| 10 | TV | Younès Belhanda         | 25 tháng 2, 1990 (21 tuổi)  | 8       | Montpellier         |
| 11 | TV | Oussama Assaidi         | 15 tháng 8, 1988 (23 tuổi)  | 6       | Heerenveen          |
| 12 | TM | Mohamed Amsif           | 7 tháng 2, 1989 (22 tuổi)   | 1       | FC Augsburg         |
| 13 | TV | Houssine Kharja (c)     | 9 tháng 11, 1982 (29 tuổi)  | 66      | Fiorentina          |
| 14 | TV | Mbark Boussoufa         | 15 tháng 8, 1984 (27 tuổi)  | 26      | Anzhi Makhachkala   |
| 15 | HV | Abdelhamid El Kaoutari  | 17 tháng 3, 1990 (21 tuổi)  | 5       | Montpellier         |
| 16 | HV | Jamal Alioui            | 2 tháng 6, 1982 (29 tuổi)   | 14      | Al Kharaitiyat      |
| 17 | TĐ | Marouane Chamakh        | 10 tháng 1, 1984 (28 tuổi)  | 59      | Arsenal             |
| 18 | HV | Abdelfettah Boukhriss   | 22 tháng 10, 1986 (25 tuổi) | 2       | FUS Rabat           |
| 19 | TV | Mehdi Carcela           | 1 tháng 7, 1989 (22 tuổi)   | 3       | Anzhi Makhachkala   |
| 20 | TĐ | Youssouf Hadji          | 25 tháng 2, 1980 (31 tuổi)  | 63      | Rennes              |
| 21 | TV | Nordin Amrabat          | 31 tháng 3, 1987 (24 tuổi)  | 2       | Galatasaray         |
| 22 | TM | Issam Badda             | 10 tháng 5, 1983 (28 tuổi)  | 0       | FUS Rabat           |
| 23 | HV | Mustapha Mrani          | 2 tháng 3, 1978 (33 tuổi)   | 1       | MAS Fès             |

### Niger
Huấn luyện viên: Harouna Gadbe
| Số | Vt | Cầu thủ                 | Ngày sinh (tuổi)            | Số trận | Câu lạc bộ          |
| -- | -- | ----------------------- | --------------------------- | ------- | ------------------- |
| 1  | TM | Saminou Rabo            | 23 tháng 8, 1981 (30 tuổi)  |         | Sahel               |
| 2  | TĐ | Moussa Maâzou           | 25 tháng 8, 1988 (23 tuổi)  |         | Zulte Waregem       |
| 3  | TV | Abdoul Karim Lancina    | 20 tháng 5, 1987 (24 tuổi)  |         | Cotonsport Garoua   |
| 4  | HV | Amadou Kader            | 5 tháng 4, 1989 (22 tuổi)   |         | Olympic             |
| 5  | HV | Jimmy Bulus             | 22 tháng 10, 1986 (25 tuổi) |         | NA Hussein Dey      |
| 6  | TV | Idrissa Laouali         | 9 tháng 11, 1983 (28 tuổi)  |         | ASFAN               |
| 7  | TĐ | Idrissa Seydou          | 24 tháng 12, 1988 (23 tuổi) |         | Cotonsport Garoua   |
| 8  | TV | Olivier Bonnes          | 7 tháng 2, 1990 (21 tuổi)   |         | Lille               |
| 9  | TĐ | Daouda Kamilou          | 29 tháng 12, 1987 (24 tuổi) |         | CS Sfaxien          |
| 10 | TV | Talatou Boubacar        | 3 tháng 12, 1987 (24 tuổi)  |         | Orlando Pirates     |
| 11 | TĐ | Issoufou Alhassane      | 1 tháng 1, 1981 (31 tuổi)   |         | Raja Casablanca     |
| 12 | HV | Djibril Moussa Souna    | 7 tháng 5, 1992 (19 tuổi)   |         | AS GNN              |
| 13 | HV | Mohamed Chicoto         | 28 tháng 2, 1989 (22 tuổi)  |         | Platinum Stars      |
| 14 | TV | Issoufou Boubacar Garba | 2 tháng 2, 1990 (21 tuổi)   |         | Phuket              |
| 15 | HV | Sulliman Johan Mazadou  | 11 tháng 4, 1985 (26 tuổi)  |         | Marignane           |
| 16 | TM | Kassaly Daouda          | 19 tháng 8, 1983 (28 tuổi)  |         | Cotonsport Garoua   |
| 17 | TV | William N'Gounou        | 31 tháng 7, 1983 (28 tuổi)  |         | IF Limhamn Bunkeflo |
| 18 | HV | Kofi Dankwa             | 19 tháng 9, 1989 (22 tuổi)  |         | ES Zarzis           |
| 19 | HV | Issiaka Koudize         | 18 tháng 10, 1990 (21 tuổi) |         | AS GNN              |
| 20 | TV | Amadou Moutari          | 19 tháng 1, 1994 (18 tuổi)  |         | Akokana             |
| 21 | TV | Yacouba Seydou Ali      | 6 tháng 4, 1992 (19 tuổi)   |         | Africa Sports       |
| 22 | TM | Losseny Doumbia         | 5 tháng 4, 1992 (19 tuổi)   |         | DC Motema Pembé     |
| 23 | HV | Mohamed Soumaïla        | 30 tháng 10, 1994 (17 tuổi) |         | Olympic             |

### Tunisia
Huấn luyện viên: Sami Trabelsi
| Số | Vt | Cầu thủ           | Ngày sinh (tuổi)            | Số trận | Câu lạc bộ      |
| -- | -- | ----------------- | --------------------------- | ------- | --------------- |
| 1  | TM | Moez Ben Chrifia  | 24 tháng 6, 1991 (20 tuổi)  | 0       | Espérance       |
| 2  | HV | Bilel Ifa         | 9 tháng 3, 1990 (21 tuổi)   | 7       | Club Africain   |
| 3  | HV | Karim Haggui (c)  | 20 tháng 1, 1984 (28 tuổi)  | 70      | Hannover 96     |
| 4  | TV | Adel Chedli       | 16 tháng 9, 1976 (35 tuổi)  | 55      | Étoile du Sahel |
| 5  | HV | Ammar Jemal       | 20 tháng 4, 1987 (24 tuổi)  | 18      | 1. FC Köln      |
| 6  | TV | Hocine Ragued     | 11 tháng 2, 1983 (28 tuổi)  | 30      | Karabükspor     |
| 7  | TV | Youssef Msakni    | 28 tháng 10, 1990 (21 tuổi) | 6       | Espérance       |
| 8  | TĐ | Khaled Korbi      | 16 tháng 12, 1985 (26 tuổi) | 21      | Espérance       |
| 9  | TĐ | Yassine Chikhaoui | 22 tháng 9, 1986 (25 tuổi)  | 21      | Zürich          |
| 10 | TV | Oussama Darragi   | 3 tháng 4, 1987 (24 tuổi)   | 23      | Espérance       |
| 11 | TĐ | Sami Allagui      | 28 tháng 5, 1986 (25 tuổi)  | 14      | Mainz 05        |
| 12 | HV | Khalil Chemmam    | 24 tháng 7, 1987 (24 tuổi)  | 8       | Espérance       |
| 13 | TV | Wissem Ben Yahia  | 9 tháng 9, 1984 (27 tuổi)   | 21      | Mersin İY       |
| 14 | TV | Mejdi Traoui      | 13 tháng 12, 1983 (28 tuổi) | 22      | Espérance       |
| 15 | TĐ | Zouheir Dhaouadi  | 1 tháng 1, 1988 (24 tuổi)   | 18      | Club Africain   |
| 16 | TM | Aymen Mathlouthi  | 14 tháng 9, 1984 (27 tuổi)  | 27      | Étoile du Sahel |
| 17 | TĐ | Issam Jemâa       | 28 tháng 1, 1984 (27 tuổi)  | 57      | Auxerre         |
| 18 | HV | Anis Boussaïdi    | 10 tháng 4, 1981 (30 tuổi)  | 19      | Rostov          |
| 19 | TĐ | Saber Khelifa     | 14 tháng 10, 1986 (25 tuổi) | 3       | Evian           |
| 20 | HV | Aymen Abdennour   | 6 tháng 8, 1989 (22 tuổi)   | 9       | Toulouse        |
| 21 | TV | Jamel Saihi       | 27 tháng 1, 1987 (24 tuổi)  | 5       | Montpellier     |
| 22 | TM | Rami Jridi        | 15 tháng 9, 1984 (27 tuổi)  | 3       | Stade Tunisien  |
| 23 | TĐ | Amine Chermiti    | 26 tháng 12, 1987 (24 tuổi) | 26      | Zürich          |

## Bảng D
Nguồn:

### Botswana
Huấn luyện viên: Stanley Tshosane
| Số | Vt | Cầu thủ                 | Ngày sinh (tuổi)            | Số trận | Câu lạc bộ             |
| -- | -- | ----------------------- | --------------------------- | ------- | ---------------------- |
| 1  | TM | Noah Maposa             | 3 tháng 6, 1985 (26 tuổi)   |         | Gaborone United        |
| 2  | HV | Ndiapo Letsholathebe    | 25 tháng 2, 1983 (28 tuổi)  |         | Police                 |
| 3  | HV | Mosimanegape Ramohibidu | 15 tháng 6, 1985 (26 tuổi)  |         | BMC                    |
| 4  | HV | Mmusa Ohilwe            | 17 tháng 4, 1986 (25 tuổi)  |         | Gaborone United        |
| 5  | HV | Mompati Thuma (c)       | 5 tháng 4, 1980 (31 tuổi)   |         | Botswana Defence Force |
| 6  | TV | Ofentse Nato            | 1 tháng 10, 1989 (22 tuổi)  |         | Gaborone United        |
| 7  | TĐ | Pontsho Moloi           | 28 tháng 11, 1981 (30 tuổi) |         | Centre Chiefs          |
| 8  | TV | Phenyo Mongala          | 10 tháng 6, 1985 (26 tuổi)  |         | Bloemfontein Celtic    |
| 9  | TĐ | Jerome Ramatlhakwane    | 29 tháng 10, 1985 (26 tuổi) |         | Unattached             |
| 10 | TĐ | Moemedi Moatlhaping     | 14 tháng 7, 1985 (26 tuổi)  |         | Bay United             |
| 11 | TĐ | Dipsy Selolwane         | 27 tháng 1, 1978 (33 tuổi)  |         | SuperSport United      |
| 12 | TV | Patrick Motsepe         | 1 tháng 7, 1981 (30 tuổi)   |         | BMC                    |
| 13 | TV | Boitumelo Mafoko        | 11 tháng 2, 1982 (29 tuổi)  |         | Santos                 |
| 14 | TĐ | Onalethata Thekiso      | 14 tháng 5, 1981 (30 tuổi)  |         | Township Rollers       |
| 15 | HV | Monametsi Kelebale      | 15 tháng 7, 1981 (30 tuổi)  |         | Nico United            |
| 16 | TM | Modiri Marumo           | 6 tháng 7, 1976 (35 tuổi)   |         | Bay United             |
| 17 | TV | Abednico Powell         | 28 tháng 1, 1983 (28 tuổi)  |         | Township Rollers       |
| 18 | TV | Mogogi Gabonamong       | 10 tháng 9, 1982 (29 tuổi)  |         | SuperSport United      |
| 19 | TV | Mogakolodi Ngele        | 6 tháng 10, 1990 (21 tuổi)  |         | Township Rollers       |
| 20 | TM | Kabelo Dembe            | 10 tháng 5, 1990 (21 tuổi)  |         | Township Rollers       |
| 21 | TV | Lemponye Tshireletso    | 21 tháng 9, 1984 (27 tuổi)  |         | BMC                    |
| 22 | HV | Tshepo Motlhabankwe     | 17 tháng 3, 1980 (31 tuổi)  |         | Centre Chiefs          |
| 23 | TV | Othusitse Pilane        | 26 tháng 3, 1984 (27 tuổi)  |         | Centre Chiefs          |

### Ghana
Huấn luyện viên:  Goran Stevanović
| Số | Vt | Cầu thủ                | Ngày sinh (tuổi)            | Số trận | Câu lạc bộ            |
| -- | -- | ---------------------- | --------------------------- | ------- | --------------------- |
| 1  | TM | Daniel Adjei           | 10 tháng 11, 1989 (22 tuổi) | 4       | Liberty Professionals |
| 2  | HV | Daniel Opare           | 18 tháng 10, 1990 (21 tuổi) | 7       | Standard Liège        |
| 3  | TĐ | Asamoah Gyan           | 22 tháng 11, 1985 (26 tuổi) | 54      | Al-Ain                |
| 4  | HV | John Paintsil          | 15 tháng 6, 1981 (30 tuổi)  | 76      | Leicester City        |
| 5  | HV | John Mensah (c)        | 29 tháng 11, 1982 (29 tuổi) | 75      | Lyon                  |
| 6  | TV | Anthony Annan          | 21 tháng 7, 1986 (25 tuổi)  | 49      | Vitesse               |
| 7  | HV | Samuel Inkoom          | 1 tháng 6, 1989 (22 tuổi)   | 29      | Dnipro Dnipropetrovsk |
| 8  | TV | Emmanuel Agyemang-Badu | 2 tháng 12, 1990 (21 tuổi)  | 27      | Udinese               |
| 9  | HV | Derek Boateng          | 2 tháng 5, 1983 (28 tuổi)   | 30      | Dnipro Dnipropetrovsk |
| 10 | TĐ | André Ayew             | 17 tháng 12, 1989 (22 tuổi) | 34      | Marseille             |
| 11 | TV | Sulley Muntari         | 27 tháng 8, 1984 (27 tuổi)  | 67      | Internazionale        |
| 12 | TĐ | Prince Tagoe           | 9 tháng 11, 1986 (25 tuổi)  | 32      | Bursaspor             |
| 13 | TĐ | Jordan Ayew            | 11 tháng 9, 1991 (20 tuổi)  | 3       | Marseille             |
| 14 | HV | Masahudu Alhassan      | 1 tháng 12, 1992 (19 tuổi)  | 1       | Genoa                 |
| 15 | HV | Isaac Vorsah           | 21 tháng 6, 1988 (23 tuổi)  | 29      | 1899 Hoffenheim       |
| 16 | TM | Adam Larsen Kwarasey   | 12 tháng 12, 1987 (24 tuổi) | 5       | Strømsgodset          |
| 17 | HV | Lee Addy               | 7 tháng 7, 1990 (21 tuổi)   | 23      | Dalian Aerbin         |
| 18 | TV | Charles Takyi          | 12 tháng 11, 1984 (27 tuổi) | 1       | FC St. Pauli          |
| 19 | HV | Jonathan Mensah        | 13 tháng 7, 1990 (21 tuổi)  | 14      | Evian                 |
| 20 | TV | Kwadwo Asamoah         | 9 tháng 12, 1988 (23 tuổi)  | 35      | Udinese               |
| 21 | HV | John Boye              | 23 tháng 4, 1987 (24 tuổi)  | 4       | Rennes                |
| 22 | TM | Ernest Sowah           | 31 tháng 3, 1988 (23 tuổi)  | 0       | Berekum Chelsea       |
| 23 | TV | Mohammed Abu           | 14 tháng 11, 1991 (20 tuổi) | 2       | Eintracht Frankfurt   |

Note: Caps and goals may be incomplete for certain players, therefore being inaccurate.

### Guinea
Huấn luyện viên:  Michel Dussuyer
| Số | Vt | Cầu thủ            | Ngày sinh (tuổi)            | Số trận | Câu lạc bộ         |
| -- | -- | ------------------ | --------------------------- | ------- | ------------------ |
| 1  | TM | Naby Yattara       | 12 tháng 1, 1984 (28 tuổi)  |         | Arles-Avignon      |
| 2  | TV | Pascal Feindouno   | 27 tháng 2, 1981 (30 tuổi)  |         | Unattached         |
| 3  | HV | Ibrahima Bangoura  | 25 tháng 7, 1987 (24 tuổi)  |         | Djoliba            |
| 4  | TV | Mamadou Bah        | 25 tháng 4, 1988 (23 tuổi)  |         | VfB Stuttgart      |
| 5  | HV | Bobo Baldé         | 5 tháng 10, 1975 (36 tuổi)  |         | Arles-Avignon      |
| 6  | HV | Kamil Zayatte (c)  | 7 tháng 3, 1985 (26 tuổi)   |         | İstanbul BB        |
| 7  | TĐ | Abdoul Camara      | 20 tháng 2, 1990 (21 tuổi)  |         | Sochaux            |
| 8  | TV | Ibrahima Traoré    | 21 tháng 4, 1988 (23 tuổi)  |         | VfB Stuttgart      |
| 9  | TĐ | Sadio Diallo       | 28 tháng 12, 1990 (21 tuổi) |         | Bastia             |
| 10 | HV | Ismaël Bangoura    | 2 tháng 6, 1985 (26 tuổi)   |         | Al-Nasr            |
| 11 | TV | Ibrahima Yattara   | 3 tháng 6, 1980 (31 tuổi)   |         | Mersin Idman Yurdu |
| 12 | TV | Ibrahima Conte     | 3 tháng 4, 1991 (20 tuổi)   |         | Gent               |
| 13 | HV | Morlaye Cissé      | 19 tháng 12, 1983 (28 tuổi) |         | EGS Gafsa          |
| 14 | TV | Naby Soumah        | 4 tháng 8, 1985 (26 tuổi)   |         | Sfaxien            |
| 15 | HV | Oumar Kalabane     | 8 tháng 4, 1981 (30 tuổi)   |         | Al-Dhafra          |
| 16 | TM | Abdul Aziz Keita   | 16 tháng 2, 1989 (22 tuổi)  |         | Kaloum             |
| 17 | TV | Thierno Bah        | 5 tháng 10, 1982 (29 tuổi)  |         | Lausanne-Sport     |
| 18 | HV | Ibrahima Diallo    | 26 tháng 9, 1985 (26 tuổi)  |         | Waasland-Beveren   |
| 19 | TĐ | Alhassane Bangoura | 30 tháng 3, 1992 (19 tuổi)  |         | Rayo Vallecano     |
| 20 | HV | Habib Baldé        | 8 tháng 4, 1985 (26 tuổi)   |         | Universitatea Cluj |
| 21 | TĐ | Ousmane Barry      | 27 tháng 9, 1991 (20 tuổi)  |         | Étoile du Sahel    |
| 22 | TM | Aboubacar Camara   | 1 tháng 6, 1993 (18 tuổi)   |         | Alcoyano           |
| 23 | HV | Lanfia Camara      | 3 tháng 10, 1986 (25 tuổi)  |         | White Star Woluwe  |

### Mali
Huấn luyện viên:  Alain Giresse
| Số | Vt | Cầu thủ           | Ngày sinh (tuổi)            | Số trận | Câu lạc bộ           |
| -- | -- | ----------------- | --------------------------- | ------- | -------------------- |
| 1  | TM | Oumar Sissoko     | 13 tháng 9, 1987 (24 tuổi)  | 10      | Metz                 |
| 2  | HV | Abdoulaye Maïga   | 20 tháng 12, 1988 (23 tuổi) | 9       | USM Alger            |
| 3  | HV | Adama Tamboura    | 18 tháng 5, 1985 (26 tuổi)  | 49      | Metz                 |
| 4  | HV | Ousmane Berthé    | 5 tháng 2, 1982 (29 tuổi)   | 10      | Jomo Cosmos          |
| 5  | HV | Cédric Kanté (c)  | 6 tháng 7, 1979 (32 tuổi)   | 37      | Panathinaikos        |
| 6  | TĐ | Mustapha Yatabaré | 26 tháng 1, 1986 (25 tuổi)  | 13      | Guingamp             |
| 7  | TV | Abdou Traoré      | 17 tháng 1, 1988 (24 tuổi)  | 15      | Bordeaux             |
| 8  | TV | Souleymane Keita  | 24 tháng 11, 1986 (25 tuổi) | 4       | Sivasspor            |
| 9  | TĐ | Cheick Diabaté    | 25 tháng 4, 1988 (23 tuổi)  | 13      | Bordeaux             |
| 10 | TĐ | Modibo Maïga      | 3 tháng 9, 1987 (24 tuổi)   | 27      | Sochaux              |
| 11 | TĐ | Garra Dembélé     | 21 tháng 2, 1986 (25 tuổi)  | 2       | SC Freiburg          |
| 12 | TV | Seydou Keita      | 16 tháng 1, 1980 (32 tuổi)  | 64      | Barcelona            |
| 13 | HV | Idrissa Coulibaly | 19 tháng 12, 1987 (24 tuổi) | 3       | Espérance            |
| 14 | HV | Drissa Diakité    | 18 tháng 2, 1985 (26 tuổi)  | 31      | Nice                 |
| 15 | TV | Bakaye Traoré     | 6 tháng 3, 1985 (26 tuổi)   | 15      | Nancy                |
| 16 | TM | Soumbeïla Diakité | 25 tháng 8, 1984 (27 tuổi)  | 19      | Stade Malien         |
| 17 | TV | Mahamane Traoré   | 31 tháng 8, 1988 (23 tuổi)  | 20      | Metz                 |
| 18 | TV | Samba Sow         | 29 tháng 4, 1989 (22 tuổi)  | 9       | Lens                 |
| 19 | TV | Sidi Koné         | 6 tháng 6, 1992 (19 tuổi)   | 3       | Lyon                 |
| 20 | TV | Samba Diakité     | 24 tháng 1, 1989 (22 tuổi)  | 0       | Nancy                |
| 21 | HV | Mahamadou N'Diaye | 21 tháng 7, 1990 (21 tuổi)  | 1       | Vitória de Guimarães |
| 22 | TM | Almamy Sogoba     | 5 tháng 7, 1988 (23 tuổi)   | 0       | Real Bamako          |
| 23 | HV | Ousmane Coulibaly | 9 tháng 7, 1989 (22 tuổi)   | 2       | Brest                |